# Койнаш, Пётр Михайлович
Петр Михайлович Койнаш (1903 — 1937) — директор Одесского государственного педагогического института.

## Биография
Родился в 1903 году в рабочей семье. Получил начальное образование.
В 1927 году вступил в ВКП(б).
В 1922—1926 годах обучался на историко-филологическом факультете Полтавского института народного образования. После окончания учёбы был оставлен на преподавательской работе.
Было присвоено ученое звание доцента по кафедре истории.
С 1932 года работал заместителем директора Полтавского педагогического института по учебной работе.
С 1 октября 1933 года до октября 1934 года исполнял обязанности директора Полтавского педагогического института.
В 1935—1936 годах работал директором Одесского государственного педагогического института.
С декабря 1936 года по ноябрь 1937 года был заместителем народного комиссара просвещения Украинской ССР.
Репрессирован. 7 декабря 1937 года осужден, приговорен к расстрелу. Казнен 30 декабря 1937 года в Киеве.

### Научно-педагогическая деятельность
По его ходатайству Народный комиссариат просвещения УССР с 1933 года ввел в практику защиту дипломных работ выпускниками вузов.
В январе 1934 года инициировал издание Научных трудов Полтавского педагогического института.